# Pinhalão
Pinhalão is een gemeente in de Braziliaanse deelstaat Paraná. De gemeente telt 6.005 inwoners (schatting 2009).

## Aangrenzende gemeenten
De gemeente grenst aan Arapoti, Ibaiti, Jaboti, Japira en Tomazina.